# 420 v.Chr.
Het jaar 420 v.Chr. is een jaartal volgens de christelijke jaartelling. 

## Gebeurtenissen

### Griekenland
- Athene, Argos, Mantinea en Elis sluiten een alliantie tegen Sparta.
- Alcibiades wordt benoemd tot strategos en leider van de Atheense democraten.
- Democritus kondigt aan dat atomen de kleinste deeltjes van de materie zijn.
- Hippocrates wordt de grondlegger van de geneeskunde.

### Europa
- Koning Dunvallo Molmutius (420 - 380 v.Chr.) volgt zijn vader Cloten op en hersteld de orde in Brittannië.

## Overleden
- Protagoras (~490 v.Chr. - ~420 v.Chr.), Grieks presocratisch filosoof (70)